# Alkolås

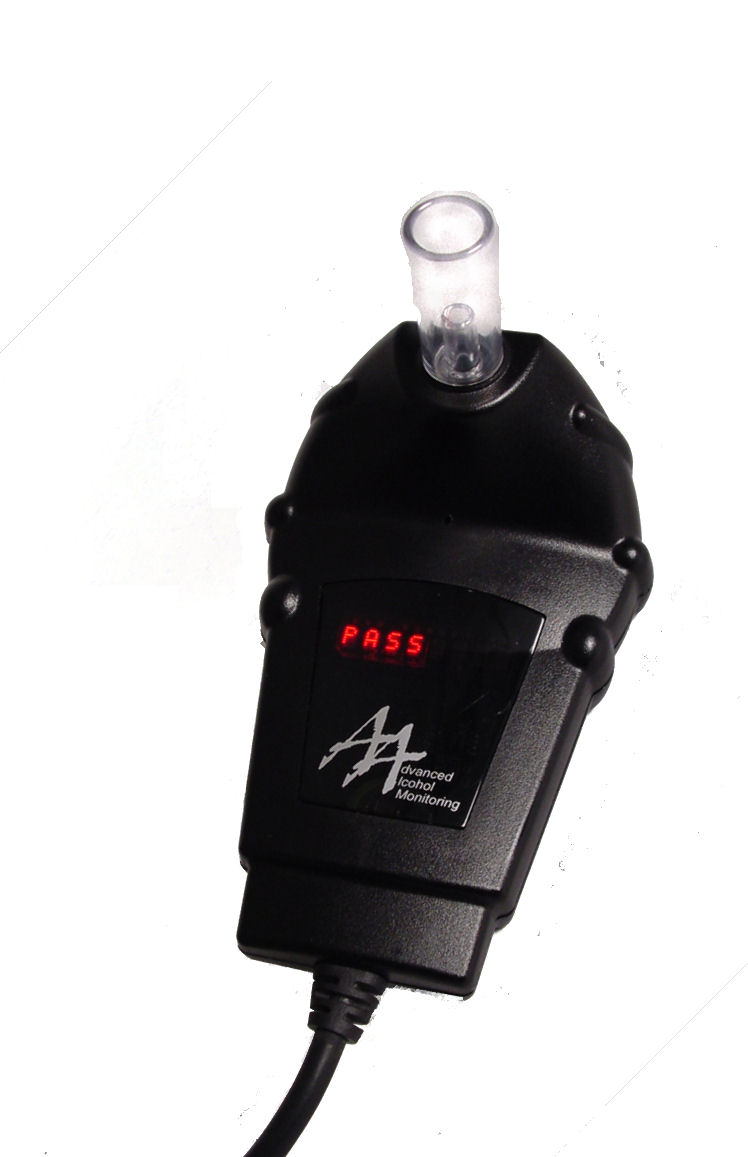
Alkolås

Alkolås är en anordning i fordon som någon måste blåsa i innan ett fordon startas. Om mätaren ger utslag att den som blåser druckit mer alkohol än vad alkolåset är programmerat att acceptera, innebär det att fordonet inte kan startas. På så vis hoppas man minska antalet trafikolyckor där föraren är onykter.
En alkobom är en vägbom som fungerar på motsvarande sätt, och används bland annat i hamnar.
Det kampanjas bland annat av politiker i Japan, Kanada, Sverige och USA samt några andra länder om att göra alkolås obligatoriskt i alla bilar som säljs på privatmarknaden, och i en del av Sveriges kommuner är alkolås i dag (2007) ett krav i skolbussarna. Det har även talats om alkolås i ambulanser och brandbilar, men man har vissa betänksamheter mot det, inte främst på grund av hur funktionen är tänkt att fungera utan på grund av att inget system är ofelbart och ingen kedja starkare än dess svagaste länk. Om en ambulans eller brandbil på grund av ett strejkande alkolås inte startar direkt kan liv gå förlorade då varje minut är dyrbar.

## Teknik
Ett alkolås reagerar, precis som andra alkometrar, på etanol genom att utandningsluften passerar en bränslecell. Denna teknik innebär att alla ämnen som bränslecellen kan reagera på ger positivt utslag. Falskt positivt utslag är extremt ovanligt, men risken finns. Alkoholhaltigt munvatten är en av anledningarna till falska positiva utslag.
En äldre typ av lås, de av halvledartyp, kan reagera på lite vad som helst. Flera kända fall finns där de reagerat på personer som kombinerat en strikt diet med hård träning.
I ett test av en prototyp till Saabs alkolås Alco key som genomfördes av Aftonbladet 2006 slutade låset att fungera efter en natt i åtta minusgrader.

## Standardisering av alkolås
För att säkerställa en hög kvalitet på alkolås utan detaljkunskaper om tekniken har EU, genom sitt standardiseringsorgan CENELEC tagit fram två standarder. EN50436-1 för villkorade körkort, samt EN50436-2 för förebyggande bruk. Standarderna är sedan 2008 upptagen som svensk standard.

## Villkorat körkort med alkolås
Från och med den 1 januari 2012 finns lagstiftad möjlighet att få framföra ett fordon efter rattfylleri eller grovt rattfylleri som alternativ till återkallat körkort.. Deltagandet är frivilligt och bygger på en kombination av alkolås för att förhindra fortsatt onykter körning, och medicinsk uppföljning. Perioden med alkolås motsvarar den spärrtid man får om man inte deltager. Efter periodens slut kan en ny ansökan om körkort utan villkor göras.

## Kritik
Kritiker menar att alkolåsen på ett sätt motverkar sitt eget syfte då den som vill köra berusad istället tar ett annat fordon, eller försöker få för tillfället nyktra personer att blåsa igång. Det har förekommit att personer med alkolås istället kört traktorer och hjullastare; fordon som trots lägre hastighet kan göra nog så stor skada.